# 戎岡彰
戎岡 彰（えびすおか あきら、1973年8月7日 - ）は、日本のプロボクサー。兵庫県明石市出身。実弟である戎岡淳一も元プロボクサー。

## 獲得タイトル
- 1994年度西日本スーパーバンタム級新人王